# Guangzhou City Football Club
Maillots
Le Guangzhou City Football Club (en chinois : 广州城足球俱乐部), plus couramment abrégé en Guangzhou City, est un ancien club chinois de football fondé en 1986 et disparu en 2023 qui était basé dans la ville de Canton, dans la province du Guangdong.
Le club appartenait aux promoteurs immobiliers R&F Properties signifiant Prospérité et Force, littéralement Richesse (富) et Force (力) depuis 2011 et évolue au stade Yuexiushan, d'une capacité de 18 000 places. Malgré les mauvais résultats du club, Eran Zahavi est 2 fois meilleur buteur du championnat. Son équipe réserve R&F (Hong Kong) joue dans le championnat de Hong-Kong.

## Histoire du club

### 1986-1993: Création et évolution sous le niveau amateur
Le club est fondé en 1986 à Shenyang (沈 阳) sous le nom de Shenyang Football Team par l'organisme sportif local du gouvernement de Shenyang pour participer au système des ligues de football chinois. L'équipe a commencé en deuxième division avant d'être promu en Jia-A League en 1988 peu de temps après l'expansion de la ligue. Cependant, le club fut relégué après seulement une saison. Le club restera en deuxième division jusque 1992. Cependant, encore une fois, le club est relégué après une seule saison.

### 1994-2010: Avancée dans le niveau professionnel et nombreux déménagements
À la saison 1994, l'ensemble du système des ligues de football chinois devient professionnel. L'équipe est alors autorisée à réunir des sponsors et est renommée Shenyang Liuyao (沈 阳 东北 六 药), et a été autorisée à rejoindre la première division grâce à sa participation en 1992. En 1996, orsque l'équipe a été reléguée à nouveau à la fin de la saison, elle est rebaptisée Shenyang Huayang (沈 阳 华阳) puis Shenyang Sealion (沈 阳 海狮). Encore une fois, le club est directement promu au rang supérieur; cependant, contrairement à précédemment, l'équipe a pu éviter la relégation. Ce devait être le début de l'établissement du club au sein de la ligue, bien que l'équipe ait profité de plusieurs saisons où il n'y avait pas de relégation lorsque la ligue se développait. En 2001, le club est repris par le Ginde Plastic Pipe Industry Group. En 2007, le stade du club, le stade Wulihe (五里河 体育场), qui pouvait accueillir 55 000 personnes, est démoli. Alors que le club devait déménager dans un autre stade de Shenyang, aucun accord n'a été conclu et le club déménagea à Changsha, dans la province du Hunan et a changé son nom pour Changsha Ginde (长沙 金德).
Après que le Changsha Ginde ait été relégué en deuxième division (League One) à la fin de la saison 2010, le club est acheté par la société américaine de vêtements de sport et d'équipements sportifs MAZAMBA et déménage dans la ville de Shenzhen en février 2011. Pour représenter ce changement, les propriétaires ont changé le nom du club en Shenzhen Phoenix. En mai 2011, le club était exposé à de graves problèmes financiers et peinait à payer les salaires de ses joueurs.

### 2011-2020: Ère Guangzhou R&F
Dans le doute quant à l'achèvement de la saison 2011, le Shenzhen Phoenix est mis en vente. Le club est alors acheté par les promoteurs immobiliers chinois de Guangzhou R&F qui déplacent le club au stade Yuexiushan à Guangzhou. Les résultats s'améliorent considérablement et le club réussit à être promu. L'équipe termine la ligue à la septième place et les propriétaires du club décident de consacrer leur avenir à long terme au club en créant une école de football à Meizhou. 
Le début de la saison 2013 de Super League chinoise est, lui, difficile et le manager Sérgio Farias est licencié. L'ancien manager de l'Angleterre, Sven-Göran Eriksson, est nommé pour le remplacer le 4 juin 2013. La saison 2014, première saison complète d'Eriksson verra le club finir troisième, son meilleur résultat, et se qualifier pour la Ligue des champions de l'AFC pour la première fois de son histoire. L'attaquant marocain Abderazzak Hamdallah a été un joueur clé de l'équipe, marquant 22 fois en 22 apparitions. Cependant, le manager Eriksson part à la fin de son contrat et rejoint le Shanghai SIPG qui a terminé cinquième cette année-là. Le 2 janvier 2015, le club annonce que Cosmin Contra sera le nouveau manager. Contra entraîne le club lors de leur première apparition en Ligue des champions asiatique, en passant par les phases préliminaires contre les singapouriens du Warriors FC et les australiens du Central Coast Mariners pour gagner une place en phase de groupes. Cependant, malgré une victoire à l'extérieur contre les japonais du Gamba Osaka, le Guangzhou R&F est éliminé lors de la phase de groupes. Le club est également irrégulier en championnat et Contra est limogé le 22 juillet. Le club voit notamment son attaquant Hamdallah, devenu irrégulier, quitter le club à la mi-saison. Il n'a marqué que trois buts en 2015, mais était le meilleur buteur étranger de l'histoire du club avec 25 buts. La perturbation s'est poursuivie lorsque R&F a été contraint de jouer certains de ses matchs à domicile au stade de la ville universitaire de Guangzhou pendant que le stade de Yuexiushan était en cours de rénovation, tout comme en 2012. 
Le 24 août 2015, le Guangzhou R&F annonce que l'ancien international yougoslave Dragan Stojković devient son nouveau manager. 
En juillet 2016, le club signe l'international israélien Eran Zahavi du Maccabi Tel Aviv pour 7 millions d'euros. Ce transfert s'avèrera très important dans l'histoire du club. Le style de jeu offensif de Stojkovic et les buts de Zahavi ont conduit R&F à terminer cinquième de la CSL en 2017. Zahavi finira par ailleurs meilleur buteur du championnat (à un but du record de buts marqués sur une saison) cette saison-là et sera élu meilleur joueur du championnat. Il y eut cependant une déception le dernier jour de la saison, le club n'ayant pas réussi à se qualifier pour la Ligue des champions. 
En 2018, le Guangzhou R&F atteint les demi-finales de la Coupe nationale mais connait une campagne de championnat décevante en terminant 10e.
En 2019, Guangzhou R&F termine 12e de la CSL. En attaque, les 29 buts de Zahavi ont établi un nouveau record de buts en une seule saison, mais l'équipe affiche le pire record défensif de la ligue, concédant 72 buts en 30 matchs. Après avoir passé plus de quatre saisons au club, Stojkovic quitte le club en janvier 2020. Le club aura ainsi connu une décennie 2010 marquée par le déménagement à Guangzhou. Cependant, ce déménagement empêchera le club de se développer, évoluant dans la même ville que le Guangzhou Evergrande, qui règne en maître sur le football chinois.
Le 4 janvier 2020, le néerlandais Giovanni van Bronckhorst est annoncé comme nouvel entraîneur de Guangzhou R&F. Cependant, le début de saison 2020 est, lui, retardé à cause de la pandémie du coronavirus.

## Bilan sportif

### Palmarès
| Compétitions nationales                                                                                                  | Compétitions internationales                                                    |
| - Championnat de Chine : - Meilleur classement : 3e en 2014. - Championnat de Chine D2 : - Vice-champion : 1991 et 2011. | - Ligue des champions de l'AFC : - 1 participation. - 1re participation : 2015. |

### Bilan saison par saison
| Saison | D1  | Points | Journée | Vic. | Nuls | Déf. | B.P. | B.C. | Diff. |
| ------ | --- | ------ | ------- | ---- | ---- | ---- | ---- | ---- | ----- |
| 2018   | 10e | 36 pts | 30      | 10   | 6    | 14   | 49   | 61   | -12   |
| 2017   | 5e  | 52 pts | 30      | 15   | 7    | 8    | 59   | 46   | +13   |
| 2016   | 6e  | 40 pts | 30      | 11   | 7    | 12   | 47   | 50   | -3    |
| 2015   | 14e | 31 pts | 30      | 8    | 7    | 15   | 35   | 41   | -6    |
| 2014   | 3e  | 57 pts | 30      | 17   | 6    | 7    | 67   | 39   | +28   |
| 2013   | 6e  | 40 pts | 30      | 11   | 7    | 12   | 31   | 42   | -11   |
| 2012   | 7e  | 42 pts | 30      | 13   | 3    | 14   | 47   | 49   | -2    |
| 2011   | D2  | --     | -       | -    | -    | -    | -    | -    | -     |
| 2010   | 16e | 30 pts | 30      | 6    | 12   | 12   | 24   | 42   | -18   |
| 2009   | 14e | 33 pts | 30      | 6    | 15   | 9    | 23   | 31   | -8    |
| 2008   | 11e | 34 pts | 30      | 7    | 13   | 10   | 28   | 36   | -8    |
| 2007   | 10e | 34 pts | 28      | 8    | 10   | 10   | 17   | 24   | -7    |
| 2006   | 12e | 26 pts | 28      | 6    | 8    | 14   | 22   | 43   | -21   |

### Classements en championnat
La frise ci-dessous résume les classements successifs du club en championnat de 1986 à 2015.

## Personnalités du club

### Présidents
- Zhang Li

### Entraîneurs
Le tableau suivant présente la liste des entraîneurs du club depuis 1994.
| Rang | Nom                | Période              |
| ---- | ------------------ | -------------------- |
| 1    | Serhiy Morozov     | 1994                 |
| 2    | ?                  | 1995                 |
| 3    | Li Yingfa          | 1996                 |
| 4    | ?                  | 1997-1998            |
| 5    | Ademar Braga       | 1999                 |
| 6    | Valeri Nepomniachi | 2000                 |
| 7    | Henryk Kasperczak  | 2000-2001            |
| 8    | Alain Laurier      | 2001                 |
| 9    | Toni               | juil. 2002-déc. 2002 |

| Rang | Nom                  | Période              |
| ---- | -------------------- | -------------------- |
| 10   | ?                    |                      |
| 11   | Dragoslav Stepanović | juin 2003-déc. 2003  |
| 12   | ?                    | déc. 2003-nov. 2005  |
| 13   | Bob Houghton         | nov. 2005-juin 2006  |
| 14   | Martin Koopman       | 2006                 |
| 15   | Milan Živadinović    | 2007                 |
| 16   | Slobodan Santrač     | janv. 2008-juin 2008 |
| 17   | Zhu Bo               | juil. 2008-oct. 2009 |
| 18   | Hao Wei              | nov. 2009-mai 2010   |

| Rang | Nom                      | Période               |
| ---- | ------------------------ | --------------------- |
| 19   | Miodrag Ješić            | juin 2010-mai 2011    |
| 20   | Li Shubin                | mai 2011-janv. 2012   |
| 21   | Sérgio Farias            | janv. 2012-mai 2013   |
| 22   | Li Bing (intérim)        | mai 2013-juin 2013    |
| 23   | Sven-Göran Eriksson      | juin 2013-nov. 2014   |
| 24   | Cosmin Contra            | janv. 2015-juil. 2015 |
| 25   | Li Bing (intérim)        | juil. 2015-août 2015  |
| 26   | Dragan Stojković         | août 2015-janv. 2020  |
| 27   | Giovanni van Bronckhorst | jan. 2020-déc. 2020   |

### Joueurs

#### Joueurs emblématiques
- Zhang Yaokun
- Park Jong-woo
- Jang Hyun-soo
- Abderrazak Hamed-Allah
- Jérémy Bokila
- Eddy Bosnar
- Míchel
- Mousa Dembélé
- Eran Zahavi

## Identités du club

### Stades du club
- 1994-1999 : Shenyang People's Stadium
- 2000-2006 : Wulihe Stadium
- 2007-2010 : Helong Stadium
- 2011- : Stade du Mont-Jyutsau (Yuexiushan Stadium)

### Noms du club
- 1986–1993 : Shenyang (沈阳)
- 1994 : Shenyang Liuyao (沈阳东北六药)
- 1995 : Shenyang Huayang (沈阳华阳)

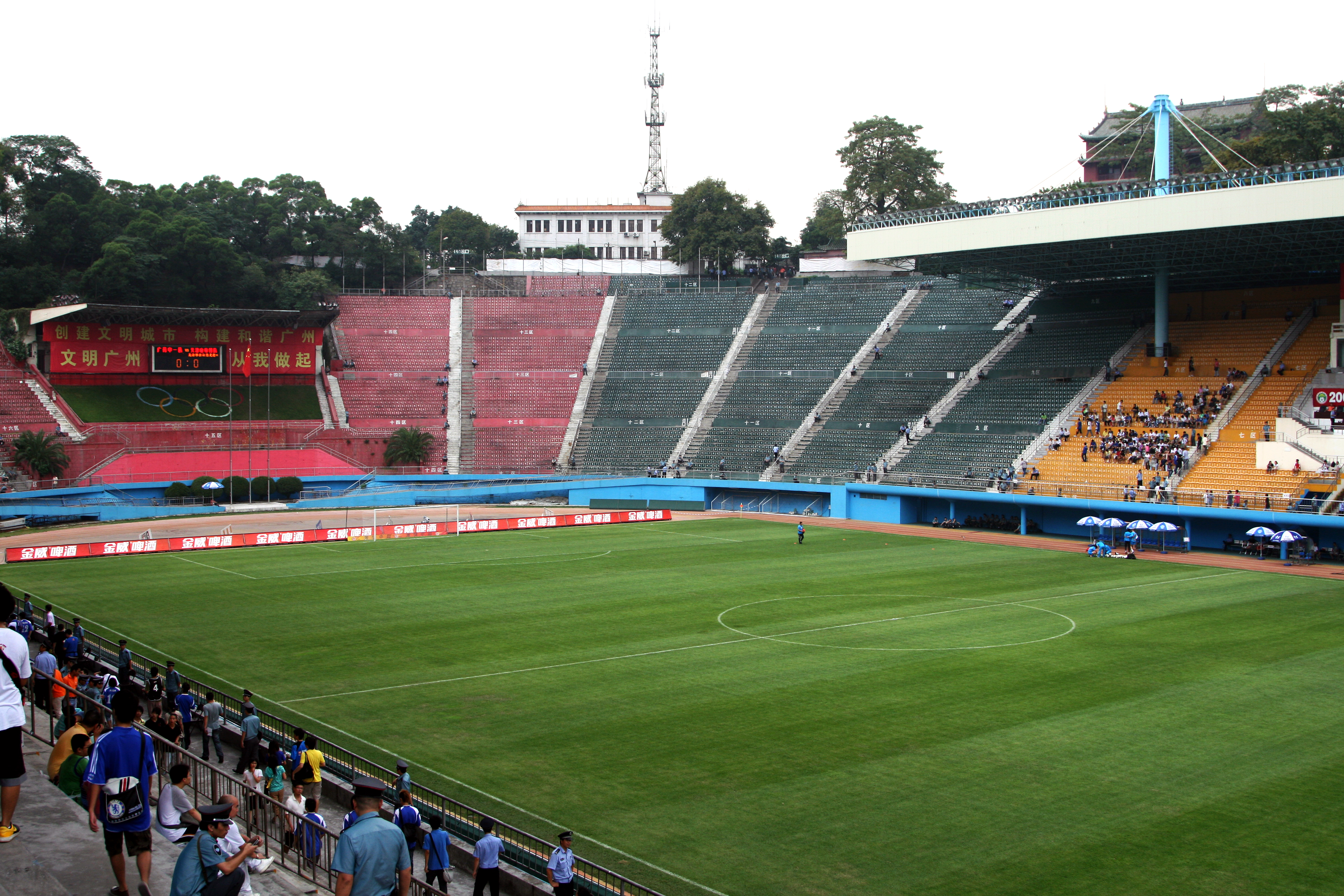
Stade du Mont-Jyutsau de Canton

- 1996–2001: Shenyang Sealion (沈阳海狮)
- 2001–2006 : Shenyang Ginde (沈阳金德)
- 2007–2010 : Changsha Ginde (长沙金德)
- 2011 : Shenzhen Phoenix (深圳凤凰)
- 2011–2020 : Guangzhou R&F (广州富力)
- 2021- : Guangzhou City (广州市)

### Logo

2011-2020